# FS1 (chaîne de télévision)
FS1 est une chaîne de télévision associative locale à Salzbourg, Autriche.

## Histoire
FS1 est lancée et annoncée publiquement en 2009 à l'initiative de la radio associative Radiofabrik. La base est l'introduction juridiquement résolue du fonds de radiodiffusion non commerciale (NKRF) de la République d'Autriche, administré par la RTR, en 2010, ce qui rend la création d'une télévision communautaire financièrement réalisable pour le Land. L'Institut pour l'éducation aux médias (IMB) est le premier à y participer, suivi de l'association faîtière des sites culturels de Salzbourg.
Les directeurs généraux de FS1, Alf Altendorf ancien employé de TIV, impliqué dans la création d'Okto, directeur général de Radiofabrik, et Markus Weisheitinger-Herrmann, employé de l'IMB, sont les fondateurs de FS1.
La ville et le Land de Salzbourg attendent plus longtemps la participation financière souhaitée, également en référence à des faillites dans le secteur de la télévision commerciale comme SalzburgTV, plus tard Jedermann TV et Salzburg Plus.
S'ensuivent des différends médiatiques et politiques et, à la mi-2011, l'initiative rembourse les subventions de la RTR qui avaient été accordées en raison du manque de participation du Land et de l'augmentation des risques financiers associés. Le comité culturel de la ville de Salzbourg décide fin 2011 de fournir un financement partiel. En raison des conflits, les organisations de jeunesse Akzente et Spektrum se retirent de l'association de parrainage.
Fin 2011, un consortium composé de Radiofabrik, Dachverband Salzburger Kulturstätten et l'IMB décide de mettre en œuvre l'émetteur FS1 2012, et de clarifier ultérieurement leur implication, malgré l'opposition des autorités locales et régionales. Le 16 février 2012, l'initiative est diffusée sous le nouveau nom FS1 dans le réseau câblé de Salzburg AG. Le Land de Salzbourg s'implique en tant que sponsor depuis avril 2012. En mai 2012, l'association de parrainage de FS1 est transformée en société à responsabilité limitée à but non lucratif. Les actionnaires sont Radiofabrik, l'IMB, l'organisation faîtière, la nouvelle association de producteurs et les fondateurs du projet. Le studio nouvellement construit sur la Bergstrasse ouvre ses portes en juin 2012. Depuis décembre 2013, les infrastructures de la station sont gérées par la filiale FS1 Infrastruktur GesmbH. FS1 diffuse en HD depuis fin 2016 et peut également être reçu sur le réseau A1 Kabel TV.

## Programme
FS1 est une chaîne de télévision généraliste qui diffuse 24 heures sur 24. Conformément à la charte signée avec KommAustria, le programme sans publicité est produit gratuitement par la population de Salzbourg et des organisations de la société civile, principalement dans les domaines de l'art et de la culture, de la musique, de la jeunesse, des affaires sociales et de l'éducation, et est coordonné et diffusé via la station.

## Partenariat
FS1 est membre de la Dachverband Salzburger Kulturstätten, de l'IG Kultur Österreich, du Verband Freier Rundfunk Österreich (VFRÖ), du Verband Community Fernsehen Österreich (VCFÖ) qui regroupe deux autres chaînes associatives locales autrichiennes, dorf à Linz et Okto à Vienne, de la Community Media Forum Europe (CMFE) et de la Community Medien Instituts (COMMIT).